# Juanda Fuentes
Juan David "Juanda" Fuentes Garrido (Montería, Colombia, 19 de mayo de 2003) es un futbolista colombiano que juega como delantero en el FC Andorra de la Primera Federación.

## Trayectoria
Nacido en Montería, Colombia, de padre español y madre colombiana, se trasladó a España a los cuatro años. Comenzó su carrera futbolística en el Montcada, antes de pasar un año en el TecnoFutbol CF, seguido de su regreso al Montcada, donde demostró ser un prolífico goleador: marcó 103 goles en una temporada.
Se incorporó al F. C. Barcelona, y firmó su primer contrato profesional en julio de 2019. Tras impresionar en las categorías inferiores, fue convocado por primera vez a los entrenamientos del primer equipo del Barcelona en noviembre de 2021. Tras continuar con sus buenas actuaciones, e irrumpir en el equipo del F. C. Barcelona Atlètic, firmó una renovación de contrato en septiembre de 2022.
El 28 de junio de 2024, firma por el FC Andorra de la Primera Federación.

## Selección nacional
Ha sido convocado a la Selección de fútbol sub-20 de Colombia, en la cual ha jugado 4 partidos, 2 amistosos y 2 partidos en el Campeonato Sudamericano de Fútbol Sub-20 de 2023.

## Estadísticas

### Clubes
Actualizado al último partido disputado el 17 de mayo de 2025.
| Club                             | Div.          | Temporada     | Liga  | Liga  | Liga   | Copas nacionales | Copas nacionales | Copas nacionales | Copas internacionales | Copas internacionales | Copas internacionales | Total | Total | Total  |
| Club                             | Div.          | Temporada     | Part. | Goles | Asist. | Part.            | Goles            | Asist.           | Part.                 | Goles                 | Asist.                | Part. | Goles | Asist. |
| -------------------------------- | ------------- | ------------- | ----- | ----- | ------ | ---------------- | ---------------- | ---------------- | --------------------- | --------------------- | --------------------- | ----- | ----- | ------ |
| F. C. Barcelona Atlètic · España | 1.ª F         | 2022-23       | 26    | 2     | 2      | ―                | ―                | ―                | ―                     | ―                     | ―                     | 26    | 2     | 2      |
| F. C. Barcelona Atlètic · España | Total club    | Total club    | 26    | 2     | 2      | 0                | 0                | 0                | 0                     | 0                     | 0                     | 26    | 2     | 2      |
| KV Oostende · Bélgica            | 2.ª           | 2023-24       | 13    | 2     | 0      | 3                | 0                | 0                | ―                     | ―                     | ―                     | 16    | 2     | 0      |
| KV Oostende · Bélgica            | Total club    | Total club    | 13    | 2     | 0      | 3                | 0                | 0                | 0                     | 0                     | 0                     | 16    | 2     | 0      |
| FC Andorra · Andorra             | 1.ª F         | 2024-25       | 19    | 1     | 3      | 2                | 0                | 0                | ―                     | ―                     | ―                     | 21    | 1     | 3      |
| FC Andorra · Andorra             | Total club    | Total club    | 19    | 1     | 3      | 2                | 0                | 0                | 0                     | 0                     | 0                     | 21    | 1     | 3      |
| Total carrera                    | Total carrera | Total carrera | 58    | 5     | 5      | 5                | 0                | 0                | 0                     | 0                     | 0                     | 63    | 5     | 5      |